# La retata (film 1987)
La retata (Dragnet) è un film del 1987 diretto da Tom Mankiewicz, basato sulla nota serie televisiva Dragnet e interpretato da Dan Aykroyd e Tom Hanks.

## Trama
Da alcune settimane Los Angeles è turbata da una serie di crimini riconducibili a una setta segreta che si fa chiamare P.A.G.A.N. (Persone Contrarie alla Bontà e alla Legalità). La corruzione e il degrado morale sembrano destinati a inghiottire la città, ma ecco intervenire in azione il sergente di polizia Joe Friday e il suo compagno Pep Streebeck.

## Produzione
Il soggetto del film è stato scritto da Dan Aykroyd e Alan Zweibel, che avevano già lavorato insieme durante la permanenza di Aykroyd al Saturday Night Live. Il comico canadese aveva effettivamente interpretato l'agente Friday in una parodia della serie televisiva durante una puntata dello show. Il regista Tom Mankiewicz, noto per il suo lavoro su Superman e la serie di film di James Bond, aveva un accordo con la Universal e viene chiamato a lavorare allo script del film insieme a loro. Ted Kotcheff era originariamente il regista per dirigere il film, ma non fu soddisfatto dal progetto che i tre sceneggiatori avevano fatto, e perciò Frank Price consiglio alla Universal di prendere Mankiewicz come regista. Aykroyd originariamente voleva Jim Belushi nel cast per svolgere il ruolo del grande compagno e amico dell'agente Friday Pep Streebek, ma Belushi non era disponibile e quindi fu chiamato Tom Hanks per il ruolo.
Il gruppo elettronico britannico Art of Noise ha prodotto un aggiornamento della serie musicale originale per i titoli del film, tutti basati sull'utilizzo del tema della serie originale e la contrapposizione delle frasi pronunciate nel corso del film dall'sergente Friday, come ad esempio la frase "Just the facts, man!", che veniva anche pronunciata anche nella serie, alla coinvolgente musica e ritmo del brano. Il tema ha vinto il premio Grammy del 1987 per la Miglior Strumentazione Rock.
La colonna sonora include anche una canzone originale chiamata "City of Crime", una collaborazione che unisce il rock è l'hip-hop eseguita da Aykroyd e Hanks con il bassista / vocalist Glenn Hughes e il chitarrista Pat Thrall. Il brano è suonato sui titoli di chiusura del film e ha avuto un video musicale promozionale che ha visto come attori gli stessi Aykroyd e Hanks.